# 20 złotych wzór 1984
20 złotych wzór 1984 – moneta dwudziestozłotowa, wprowadzona do obiegu 6 grudnia 1984 r. zarządzeniem Ministra Finansów z 15 listopada 1984 r. (M.P. z 1984 r. nr 26, poz. 178), wycofana z dniem denominacji z 1 stycznia 1995 roku, rozporządzeniem prezesa Narodowego Banku Polskiego z dnia 18 listopada 1994 r. (M.P. z 1994 r. nr 61, poz. 541).
Monetę bito w latach 1984–1988.

## Awers
W centralnym punkcie umieszczono godło – orła bez korony, poniżej rok bicia, pod łapą orła znak mennicy w Warszawie, dookoła napis „POLSKA RZECZPOSPOLITA LUDOWA”.

## Rewers
Na tej stronie monety znajduje się napis „20 ZŁOTYCH”.

## Nakład
Mennica Państwowa biła monetę w miedzioniklu MN25 na krążku o średnicy 26,5 mm, masie 8,7 grama, z rantem ząbkowanym, według projektów:
- Stanisławy Wątróbskiej-Frindt (awers) i
- Ewy Tyc-Karpińskiej (rewers).

Nakłady monety w poszczególnych latach przedstawiały się następująco:
| Rocznik         | Nakład (sztuk) | Uwagi |
| --------------- | -------------- | --- |
| 20 złotych 1984 | 12 703 100     | |
| 20 złotych 1985 | 15 514 200     | |
| 20 złotych 1986 | 37 959 100     | istnieją monety wybite stemplem lustrzanym1 (nakład 5000 sztuk), istnieją monety ze znakiem mennicy pochylonym w prawo i dużymi albo małymi cyframi roku, istnieją monety ze znakiem mennicy pochylonym w lewo i dużymi cyframi roku |
| 20 złotych 1987 | 22 213 410     | istnieją monety wybite stemplem lustrzanym (nakład 5000 sztuk) |
| 20 złotych 1988 | 14 994 100     | istnieją monety wybite stemplem lustrzanym (nakład 5000 sztuk) |

gdzie: 1 – bicia roczników stemplem lustrzanym wykonano w Mennicy Państwowej na początku lat 90. XX w. w ramach emisji zestawów rocznikowych monet PRL z lat 1979, 1980, 1981, 1982, 1986, 1987, 1988, 1989, 1990

## Opis
W stosunku do dwudziestozłotówek wzorów 1973 i 1974, średnica i masa uległy redukcji. Moneta została zastąpiona dwudziestozłotówką wzór 1989, której awers i rewers pozostały bez zmian, natomiast ponownie zredukowano średnicę i masę.
Rewers monety w swojej stylizacji nawiązuje do dziesięciozłotówek wzór 1984 i 1989, jak również do pięćdziesięciozłotówki 1990 i stuzłotówki 1990.
Na rynku pojawiają się również monety bite stemplem odwróconym (1984).

## Wersje próbne
Istnieje wersja tej monety należąca do serii próbnej w niklu (1984) z wypukłym napisem „PRÓBA”, wybita w nakładzie 500 sztuk.